# Platydictya fauriei
Platydictya fauriei là một loài Rêu trong họ Amblystegiaceae. Loài này được (Cardot) Z. Iwats. & Nog. miêu tả khoa học đầu tiên năm 1973.